# Zhang Yuxuan
Zhang Yuxuan (chiń. 张宇璇; ur. 19 sierpnia 1994 w Tiencinie) – chińska tenisistka.

## Kariera tenisowa
W przeciągu kariery zwyciężyła w pięciu singlowych i jednym deblowym turniejach rangi ITF. 18 kwietnia 2016 roku zajmowała najwyższe miejsce w rankingu singlowym WTA Tour – 166. pozycję. 2 listopada 2015 osiągnęła najwyższą pozycję w rankingu deblowym – 299. miejsce.

## Wygrane turnieje rangi ITF
| turnieje z pulą nagród 100 000 $ |
| turnieje z pulą nagród 75 000 $  |
| turnieje z pulą nagród 50 000 $  |
| turnieje z pulą nagród 25 000 $  |
| turnieje z pulą nagród 15 000 $  |
| turnieje z pulą nagród 10 000 $  |

### Gra pojedyncza
|    | Data       | Turniej  | Kat. | ($)    | Naw.   | Finalistka   | Wynik         |
| 1. | 09/09/2012 | Yeongwol | ITF  | 10 000 | twarda | Xin Wen      | 7:6, 3:6, 6:3 |
| 2. | 27/04/2013 | Wenshan  | ITF  | 50 000 | twarda | Wang Qiang   | 1:6, 7:6, 6:2 |
| 3. | 18/05/2015 | Wuhan    | ITF  | 50 000 | twarda | Liu Chang    | 6:4, 6:0      |
| 4. | 03/06/2018 | Luzhou   | ITF  | 25 000 | twarda | Gai Ao       | 6:2, 6:0      |
| 5. | 08/07/2018 | Naiman   | ITF  | 25 000 | twarda | Xun Fangying | 6:3, 6:2      |